# Astrangia poculata
Astrangia poculata е вид корал от семейство Rhizangiidae. Видът не е застрашен от изчезване.

## Разпространение и местообитание
Разпространен е в Бахамски острови, Бенин, Бермудски острови, Габон, Гамбия, Гана, Гвинея, Гвинея-Бисау, Екваториална Гвинея, Кабо Верде, Камерун, Кот д'Ивоар, Либерия, Мавритания, Мексико, Нигерия, Сао Томе и Принсипи, САЩ, Сенегал, Сиера Леоне и Того.
Среща се на дълбочина от 1 до 796 m, при температура на водата от 7,2 до 26,5 °C и соленост 32,6 – 36,3 ‰.